# Liubov Sinichkina
Liubov Sinichkina es una deportista soviética que compitió en piragüismo en la modalidad de aguas tranquilas. Ganó una medalla de bronce en el Campeonato Mundial de Piragüismo de 1963, en la prueba de K2 500 m.

## Palmarés internacional
| Campeonato Mundial | Campeonato Mundial | Campeonato Mundial | Campeonato Mundial |
| Año                | Lugar              | Medalla            | Evento             |
| ------------------ | ------------------ | ------------------ | ------------------ |
| 1963               | Jajce (Yugoslavia) | Medalla de bronce  | K2 500 m           |